# Otto Hightower
Otto Hightower szereplő George R. R. Martin amerikai író A tűz és jég dala című fantasy regénysorozatában, illetve annak televíziós adaptációjában, a Sárkányok házában.
A Hightower-ház lovagja volt, aki három király segítőjeként is szolgált, bár ebből kettő különböző időkben eltávolította. Lord Hightower öccse és Lord Ormund Hightower nagybátyja volt. Gyermekei, Alicent és Gwayne, valamint feltehetően több ismeretlen számú fiú gyermeke is volt.
A Sárkányok háza televíziós sorozatban Rhys Ifans alakítja. A sorozat magyar nyelvű változatában a szereplő állandó szinkronhangja Sztarenki Pál.

## Története a könyvekben

### Karakterleírás
A maga idejében rátermett férfinak gondolták, önelégültnek, nyersnek és fennhéjázónak is tartották. Az idő múlásával viselkedése egyre zsarnokibb lett, sok nagyúr és herceg neheztelt rá modora miatt. Módszeres ember volt. Az idő múlásával viselkedése egyre zsarnokibb lett, sok nagyúr és herceg neheztelt rá modora miatt.
Legnagyobb riválisa Daemon Targaryen, a király fivére volt.

### Korai szolgálat

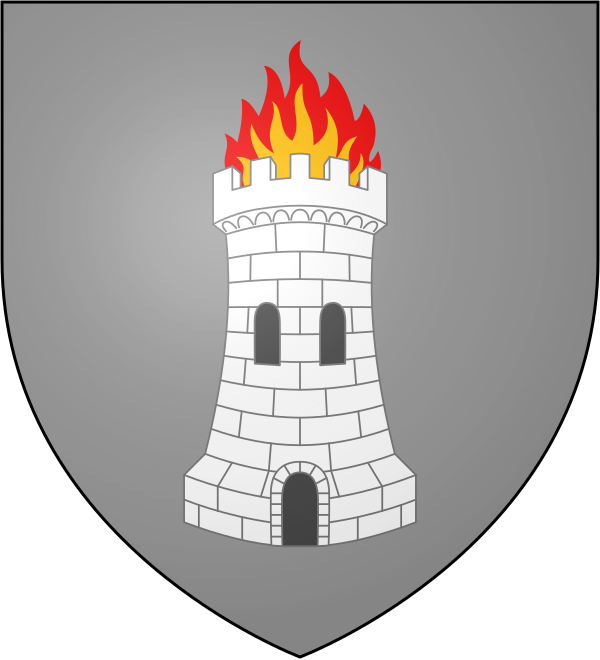
A Hightower-ház címere

Először I. Jaehaerys Targaryen király segítője volt, miután fia és örököse, Baelon herceg meghalt. Jaehaeryst megtörte felesége, Alysanne Targaryen királynő és fia halála, és egyre többször kényszerült ágyba. A király az utolsó két Ser Otto igazgatta a birodalmat, lánya Alicent pedig gondoskodott az idős királyról.
Jaehaerys halálát követően Otto továbbra is hivatalban maradt, ugyanúgy szolgálta I. Viserys Targaryent. Otto ki nem állhatta a király fivérét. Meggyőzte Viserys királyt, hogy távolítsa el Daemont a pénzmesteri, majd a törvénymesteri székből. Ezt hamarosan meg is bánt, mert A Városi Őrség parancsnoka lett a herceg és így kétezer ember tartozott a parancsnoksága alá, amivel sokkal nagyobb hatalmat birtokolt, mint valaha. Megosztotta félelmét fivérével, Óváros urával, miszerint ha Daemon herceg lenne Király, akkor ő lenne a második Kegyetlen Maegor, vagy még annál is rosszabb, ezért akkori óhaja volt az is, hogy Rhaenyra hercegnő kövesse apját a trónon.
Otto lánya, Alicent Viserys király második felesége lett H. u. 106 -ban, Aemma Arryn királynő halála után. H. u. 109-ben Viserys megfosztotta hivatalától, miután újra és újra megpróbálta rábeszélni a királyt, hogy változtassa meg végakaratát az örökösödést illetően. Nem maradt a kistanácsban sem, visszatért Óvárosba. A „királyné pártja”, avagy a „zöldek” megmaradtak az udvarban, ezek a befolyásos nemesek Alicent királyné szövetségesei voltak, és támogatták fiainak jogait.
H. u. 120-ban Lord Lyonel Strong meghalt és a segítő posztja üres lett, Viserys  visszahívta az udvarba Ser Otto Hightowert. H. u. 129 harmadik holdjának harmadik napján a király meghalt. Otto döntő szerepet játszott abban, hogy legidősebb unokáját II. Aegon néven királlyá koronázták, dacolva I. Viserys végakaratával. Ez a tett váltotta ki a Sárkányok Tánca néven elterjed háborút, amelyet a Targaryen-ház rivalizáló ágai vívtak egymás ellen.

### A Sárkányok tánca
A Sárkányok tánca azzal kezdődött, hogy továbbra is a Király Segítőjeként szolgált unokája, II. Aegon Targaryen uralkodásának kezdetén. Orwyle nagymester szerint Otto parancsára Lord Lyman Beesbury-t a fekete cellába zárták, mások szerint Ser Criston Cole végzett vele. Az összes krónika egyetért abban, hogy a Sárkányok táncában kiontott első vér Lyman Beesbury nagyúré, a Hét Királyság pénzmesteréé és kincstárnokáé volt. Fiát, Ser Gwayne Hightowert a Városi Őrség parancsnok helyettesének nevezte ki, míg a parancsnok ser Luthor Largent lett. Gwayne-t arra utasította, hogy figyeljen a királlyal szembeni hűtlenség jeleire.
Daemon Targaryen herceg a feketék oldalán állt, Daemon Targaryen herceg, aki háborúban edzett és sok ellenséget is szerzett, köztük a Segítő is. Daemon bérgyilkosai, Vér és Sajt lefejezték Jaehaerys Targaryen herceget, Lucerys Velaryon halálának bosszújaként. II. Aegon megparancsolta, hogy a város összes patkányfogóját akasszák fel, míg Ser Otto száz macskával pótolta őket a Vörös Toronyban.
Otto Daemon herceg többi ellenségét felkereste, köztük a Három Leány Királyságát, hogy szálljanak szembe a Tengeri Kígyóval. Fáradozásai végül eredményhez vezettek, kilencven hadihajó indítottak útnak a lysi Sharako Lohar admirális vezetésével a Lépőkövekről. A Garat csatája az egyik legvéresebb tengeri ütközet volt. Dorne hercegét, Qoren Martellt is megkereste, de a herceg visszautasította.
A király egyre kevésbé bízott meg Segítőjében, miután fáradozásait tétlenségnek tekintette. Harrenhal eleste és a többi déli nemesúr árulása már sok volt a türelmének. Ser Criston Cole-t nevezte ki új Segítőjének, bár anyja, az özvegy Alicent királyné a védelmébe kelt, de hiába. Erőfeszítései csak az elbocsájtása után hoztak sikereket.
Korábban megjósolta sorsát, ha Rhaenyra lesz a királynő. H. u. 130-ban Királyvárban le is fejezték.

### Későbbi regények
A 2000-ben megjelent Kardok vihara című regényben megemlítik:
Ser Tengerjáró Davos, aki Stannis Baratheon király Segítője aggódik amiatt, hogy túl magasra emelkedett szerény származása ellenére. Davos azt javasolja Pylos mesternek, hogy a segítőnek előkelő származású, bölcs és tanult embernek kellene lennie, akkor a mester emlékezteti őt, hogy Ser Otto a Hightower-házból rendkívül művelt volt, Segítőként mégis kudarcot vallott.

## A szereplő története a sorozatban
Az HBO MAX televíziós sorozatában Otto-t Rhys Ifans alakította.

### Első évad
Viserys Targaryen király uralkodásának kilencedik évében a Kistanács figyelmen kívül hagyja Lord Corlys Velaryon figyelmeztetését, miszerint a Triarkátus, Essos szabad városainak szövetsége azzal fenyeget, hogy megbénítja a nyugati hajózási útvonalakat. A Király Segítője, Ser Otto Hightower kritizálja Viserys bátyját és örökösét, Daemon herceget a Városi Őrség parancsnokaként tanúsított brutalitása miatt. Mellos nagymester és Mickon mester egy fertőzött sebet kezelnek a király hátán. Otto utasítja Mellost, hogy tartsa titokban a király betegségét.
Otto volt az aki közölte a királlyal Baelon Targaryen herceg születésének és a királynő halálának híréről. A kis herceg másnap elhunyt, a királynő és fia temetésén részt vett. A kis tanácsülésen Otto arra kéri Viseryst, hogy nevezze ki örökösét a birodalom stabilitása érdekében. Daemont távol kell tartani minden hatalomtól, mivel lehet egy második Kegyetlen Maegor, ekkor ő volt az örökös. Otto Rhaenyra hercegnőt javasolja. Lányának Alicentnek azt mondja, hogy fejezze ki részvétét a gyászoló királynak a hálótermében, és viselje anyja egyik ruháját.
Viserys visszautasítja a tanács kérését, hogy új örököst kenjen fel, amíg Ser Otto el nem árulja, hogy Daemon gúnyosan úgy nevezte Baelont, hogy „Az örökös egy napra”. Ennek következtében Rhaenyra hercegnőt választja a Vastrón örökösévé.
Otto segít a hercegnőnek az új Királyi Gárda lovagját kiválasztani, de Rhaenyra választása nem tetszik neki. Egy kisebb különítmény elhajózik Sárkánykőre a segítővel az élen, hogy visszaszerezzék a sárkánytojást, amit Daemon ellopott. Rhaenyra követi őket a sárkányán, Syraxon, és arra kényszeríti Daemont, hogy mondjon le hamis igényeiről, és adja vissza neki a tojást. Viserys bejelenti, hogy feleségül veszi Lady Alicent, ami feldühíti Lord Corlyst, aki ezután felkeresi Daemont, hogy szövetséget ajánljon neki. A király segítője terve bejött.
Egy évvel később megszületett Aegon herceg. Aegon második születésnapján nagy vadászatot rendeznek, ahol Hobart Hightower azt tanácsolja testvérének, hogy ösztönözze Alicent, hogy győzze meg a királyt, hogy Aegont nevezze ki örökösnek, ami tovább növelné a Hightowerek hatalmát és tekintélyét. Megszakítja Viserys és Rhaenyra vitáját, hogy tájékoztassa a királyt, hogy egy fehér szarvast láttak. Mivel a fehér szarvas a királyság szimbóluma, Ottó megpróbálja meggyőzni Viseryst, hogy megjelenése Aegon herceg születésnapján az istenek jele, hogy Aegonnak uralkodnia kell. A vadászat vége felé Ottó még tett egy javaslatot, miszerint Rhaenyra feleségül vehetné féltestvérét, Aegon herceget. Viserys azonban ezen nevetett, mivel Aegon még csak két éves.
Rhaenyra fiúnak álcázva magát, Daemonnal kioson, hogy felfedezzék Királyvárat és egy bordélyházba is kikötnek, ahol Daemon elcsábítja a készséges hercegnőt, de otthagyja őt, mielőtt közösülnének. Egy kém tájékoztatja Ser Ottót Daemon és Rhaenyra tetteiről. A király elbocsátja Ser Ottót, mint Segítőjét, mivel úgy érzi, hogy Otto személyes haszonszerzés céljából manipulálta őt már többször is. Utódjának Lord Lyonel Strong-ot nevezi ki.
Harrenhalba Lyonel és fia, Harwin meghaltak és a Király Segítőjeként visszahelyezi Ottót a király. Amikor Viserys ágyhoz van kötve betegsége miatt, akkor Otto és Alicent irányítja az ügyeket az udvarban. A király nevében eljárva Otto meghallgatja Vaemond Velaryon kérését, aki azt követeli, hogy Hullámtörőt neki kell átadnia. A meghallgatást megzavarja a terembe belépő Viserys király, és Luceryst nyilvánítja örökösnek. Aznap este a Targaryenek és a Hightowerek lakomát rendeznek, hogy rendbe hozzák kapcsolataikat. Viserys király halála után a Kistanács azt tervezi Ottóval az élen, hogy unokáját, Aegont ültettik a Vastrónra. Késlelteti a király halálának bejelentését, hogy megerősítse pozícióját, és hűséget követel a nemesektől. Szövetkezik Mysariával, aki elmondja, hogy hol van Aegon herceg. Több száz kispolgárt terel a Sárkányverem nagytermébe, ahol bejelenti Viserys halálát, és királlyá koronázza Aegont, aki második ezen a néven. Sárkánykőn Rhaenyrát is megkoronázták, majd Otto elmegy, hogy tárgyaljon vele. A királynő akadályozza meg Daemont abba, hogy megölje.

### Második évad
Otto vezeti a Zöldek Kistanácsát, amíg II. Aegon és örököse, Jaehaeryst herceg meg nem érkezik. Összefoglalja, hogy unokaöccse, Ormund összegyűjtötte Óváros seregeit, és hamarosan észak felé vonul a Folyóvidékre. II. Aegon király megpróbál nagylelkű lenni azzal, hogy vissza akarja adni a pásztoroknak a korona által elvett bárányokat, de Otto közbeszól, hogy bejelentették a Koronaföldeknek, hogy kötelező lesz a jószágok utána tized megfizetése, hogy etetni tudják a sárkányokat. Aegon tiltakozik, de Otto tisztázza vele, hogy ha visszaadja az egyik pásztornak a nyájat, az összes többi pásztor vissza akarja kapni majd a sajátját. Nemsokkal később felkeresi lányát és megvitatják, hogy ugyanaz a céljuk, vagy sem. Ezt követően unokáját, Aemond herceget is felkeresi. Türelemre és higgadtságra inti.
Dékunokája, Jaehaerys herceg meggyilkolását követően Otto vigasztalja családját. A Birodalom előtt Rhaenyra királynőre akarja fogni a gyilkosságot, valamint nyilvános temetést erőltet. A Király felköttette az összes patkányfogót, amire Otto feldühödik és vitatkoznak, végül elbocsájtja, mint a Király Segítője és Ser Criston Cole-t nevezi ki. Bejelenti lányának, hogy visszatér Óvárosba, hogy Daeron Targaryen herceget mentorálja. Alicent ehelyett arra buzdítja őt, hogy menjen Égikertbe, és gondoskodjon arról, hogy a Tyrell-ház és hűbéres házaik támogassák a Zöldeket.